# Alexei Nikolajewitsch Duschkin
Alexei Nikolajewitsch Duschkin (russisch Алексей Николаевич Душкин; * 24. Dezember 1903jul. / 6. Januar 1904greg. im Dorf Alexandrowka, Gouvernement Charkow; † 8. Oktober 1977 in Moskau) war ein sowjetischer Architekt.

## Leben
Duschkin studierte zunächst Chemie und wechselte dann zum Studium der Architektur in Charkow. Als Architekt errichtete er eine Reihe bedeutender Gebäude in Russland. Insbesondere für die Ausgestaltung mehrerer Metro-Stationen ist er bekannt.
Die Architektin und Architekturhistorikerin Natalja Olegowna Duschkina ist Duschkins Enkelin.

## Gebäude (Auswahl)
- 1932: Automobil und Straßen Kolleg, Charkiw
- 1935: Metro-Station Kropotkinskaja in Moskau
- 1938: Metro-Station Ploschtschad Rewoljuzii in Moskau
- 1938: Metro-Station Majakowskaja in Moskau
- 1944: Metro-Station Awtosawodskaja in Moskau
- 1947–1953: Hochhaus am Platz Rotes Tor (Ministerium des Eisenbahntransportes), Moskau
- 1949: Hauptbahnhof, Simferopol
- 1950: Hauptbahnhof, Dnipropetrowsk

- 1951 Hauptbahnhof, Sotschi

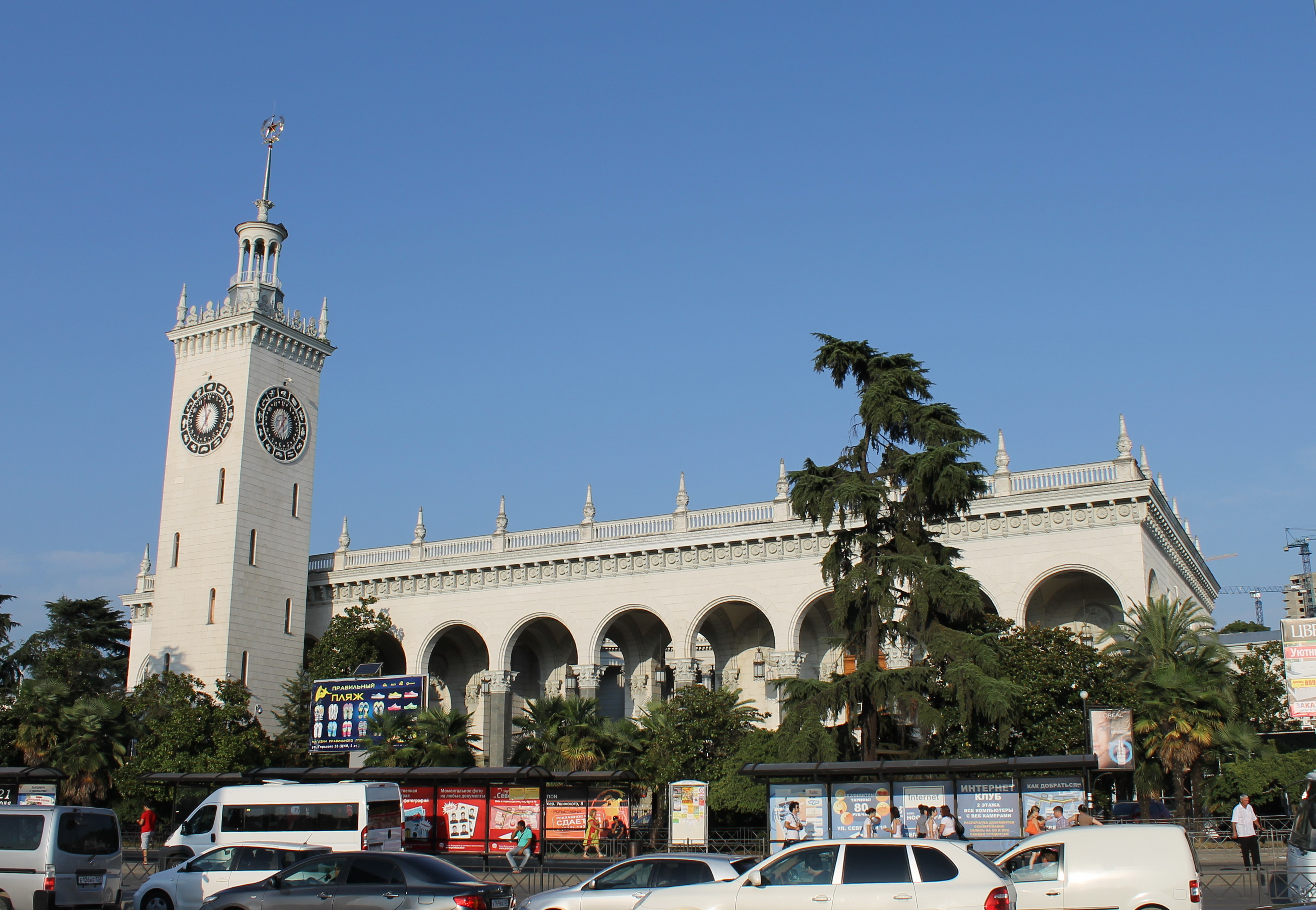
Hauptbahnhof von Sotschi

- 1952 Metro-Station Nowoslobodskaja, Moskau
- 1953 Hauptbahnhof, Jewpatorija
- 1953–1957 Kaufhaus Detski Mir, Moskau

## Preise und Auszeichnungen (Auswahl)
- 1946: Stalinpreis